# Atletika na Letních olympijských hrách 1992 – 400 metrů muži
Běh na 400 metrů mužů na Letních olympijských hrách 1992 se uskutečnil ve dnech 1.–5. srpna na Olympijském stadionu v Barceloně. Zlatou medaili získal Američan Quincy Watts, stříbrnou jeho krajan Steve Lewis a bronz Samson Kitur z Keni.

## Výsledky finálového běhu
| *                | jméno                 | země                   | čas   |
| ---------------- | --------------------- | ---------------------- | ----- |
| Zlatá medaile    | Quincy Watts          | Spojené státy americké | 43,50 |
| Stříbrná medaile | Steve Lewis           | Spojené státy americké | 44,21 |
| Bronzová medaile | Samson Kitur          | Keňa                   | 44,24 |
| 4                | Ian Morris            | Trinidad a Tobago      | 44,25 |
| 5                | Roberto Hernández     | Kuba                   | 44,52 |
| 6                | David Grindley        | Velká Británie         | 44,75 |
| 7                | Ibrahim Ismail Muftah | Katar                  | 45,10 |
| 8                | Susumu Takano         | Japonsko               | 45,18 |